# Friday Night Funkin'

Bạn trai (Boyfriend)

Friday Night Funkin', thường được viết tắt là FNF, là một trò chơi nhịp điệu thuộc mô hình donationware (phần mềm miễn phí chấp nhận quyên góp) với mã nguồn mở được phát hành lần đầu tiên vào ngày 5 tháng 10 năm 2020 cho một game jam (một sự kiện được tổ chức cho các nhà phát triển để tạo ra trò chơi, thường là trò chơi điện tử).

## Lịch sử
Trò chơi được phát triển bởi một nhóm bốn người dùng Newgrounds, Cameron "Ninjamuffin99" Taylor, David "PhantomArcade" Brown, Isaac "kawaisprite" Garcia và evilsk8r. Trò chơi chia sẻ một số điểm chung về lối chơi với Dance Dance Revolution và PaRappa the Rapper, và chịu ảnh hưởng thẩm mỹ từ các trò chơi Adobe Flash.
Trò chơi bao gồm các nhân vật từ các phương tiện truyền thông bên ngoài có sẵn trên trang web Newgrounds.
Trò chơi xoay quanh nhân vật người chơi, "Boyfriend", người phải đánh bại một loạt các nhân vật trong các cuộc thi ca hát và rap để hẹn hò với bạn gái của mình, "Girlfriend". Gameplay xoay quanh việc bắt chước các nốt nhạc của đối thủ bằng cách ấn nút đúng lúc trong khi tránh bị mất hết HP trong suốt thời gian của bài hát.
Trò chơi ban đầu được tạo ra cho sự kiện game jam Ludum Dare 47 vào tháng 10 năm 2020. Một phiên bản đầy đủ được hỗ trợ trên Kickstarter có tựa đề Friday Night Funkin': The Full Ass Game dự kiến phát hành vào đầu năm 2022.

## Lối chơi
Friday Night Funkin' là một trò chơi nhịp điệu trong đó người chơi phải vượt qua nhiều cấp độ, được gọi là "tuần", mỗi tuần chứa 3 bài hát. Mỗi tuần, người chơi phải đối mặt với một đối thủ khác nhau, mặc dù một số tuần không như thế mà bao gồm nhiều đối thủ. Trong quá trình chơi, đối thủ sẽ hát một loạt nốt nhạc (được thể hiện dưới dạng mũi tên) mà người chơi sau đó phải làm theo bằng cách sử dụng các phím mũi tên hoặc các phím W, A, S,D, hoặc D,F,J,K hoặc có thể tự chỉnh theo cách mình muốn. Một số bài hát có giai điệu phức tạp hơn, với giai điệu của người chơi đôi khi có sự khác biệt so với đối thủ hoặc cả hai (đối thủ và người chơi) tham gia vào một bản song ca. Đối với mỗi tuần, người chơi có thể chọn một trong ba mức độ khó: Dễ, Bình thường hoặc Khó. Khi độ khó tăng lên, tốc độ của các mũi tên đến tăng lên và thứ tự các mũi tên trở nên phức tạp hơn. Điểm số cao của người chơi cho mỗi tuần trên mỗi độ khó được theo dõi và hiển thị ở góc trên cùng của màn hình lựa chọn tuần.
Trò chơi có hai chế độ chơi khác nhau: chế độ câu chuyện trong đó các bài hát được chơi một cách tuyến tính theo mạch truyện và chế độ "chơi tự do" cho phép lựa chọn bất kỳ bản nhạc nào của trò chơi.Bạn có thể tạo Mod trong Friday Night Funkin

## Đối thủ
- Tuần 0 - Girlfriend Gearest (bạn gái của Boyfriend)
- Tuần 1 - Daddy Dearest (bố của Girlfriend)
- Tuần 2 - Skid and Pump (2 đứa nhóc tên Skid và Pump); Lemon Demon (Quỷ chanh)
- Tuần 3 - Pico (bạn trai cũ Boyfriend)
- Tuần 4 - Mommy Murst Murder (mẹ của Girlfriend)
- Tuần 5 - Christmas; Monster (Quỷ chanh)
- Tuần 6 - Senpai; Thorn (bạn trai cũ của Girlfriend)
- Tuần 7 - Tankman (bố nuôi của Pico)
- Cuối Tuần 1 - Darnell (bạn thân của Pico)